# Live at Benaroya Hall
Live at Benaroya Hall – podwójny koncertowy album grungowego zespołu Pearl Jam nagrany na żywo 22 października 2003 roku.

## Lista utworów

### Dysk pierwszy
1. "Of the Girl" (Stone Gossard) – 5:22
2. "Low Light" (Jeff Ament) – 4:18
3. "Thumbing My Way" (Eddie Vedder) – 4:49
4. "Thin Air" (Gossard) – 4:25
5. "Fatal" (Gossard) – 3:49
6. "Nothing As It Seems" (Ament) – 7:29
7. "Man of the Hour" (Vedder) – 3:58
8. "Immortality" (Dave Abbruzzese, Ament, Gossard, Mike McCready, Vedder) – 6:18
9. "Off He Goes" (Vedder) – 5:53
10. "Around the Bend" (Vedder) – 5:37
11. "I Believe in Miracles" (Dee Dee Ramone, Daniel Rey) – 5:29
12. "Sleight of Hand" (Ament, Vedder) – 5:13
13. "All or None" (Gossard, Vedder) – 7:42
14. "Lukin" (Vedder) – 2:07

### Dysk drugi
1. "Parting Ways" (Vedder) – 5:24
2. "Down" (Gossard, McCready, Vedder) – 3:08
3. "Encore Break" – 0:49
4. "Can't Keep" (Vedder) – 3:15
5. "Dead Man" (Vedder) – 4:24
6. "Masters of War" (Bob Dylan) – 6:06
7. "Black" (Vedder, Gossard) – 7:41
8. "Crazy Mary" (Victoria Williams) – 7:40
9. "25 Minutes to Go" (Shel Silverstein) – 4:43
10. "Daughter" (Abbruzzese, Ament, Gossard, McCready, Vedder) – 6:30
11. "Encore Break" – 1:06
12. "Yellow Ledbetter" (Ament, McCready, Vedder) – 6:01

## Miejsca na listach przebojów
Wszystkie informacje znajdują się tu:
| Rok  | Lista                    | Pozycja |
| ---- | ------------------------ | ------- |
| 2004 | Top Canadian Albums      | 10      |
| 2004 | New Zealand Albums Chart | 12      |
| 2004 | The Billboard 200        | 18      |
| 2004 | Top Internet Albums      | 18      |
| 2004 | Australian Albums Chart  | 27      |
| 2004 | Irish Albums Chart       | 48      |
| 2004 | German Albums Chart      | 100     |

## Twórcy
- Jeff Ament – gitara basowa
- Matt Cameron – perkusja
- Stone Gossard – gitara
- Mike McCready – gitara
- Eddie Vedder – śpiew, gitara
- Boom Gaspar – instrumenty klawiszowe
- Zarejestrowane przez Johna Burtona
- Zmiksowane przez Bretta Eliasona
- Mastering – Ed Brooks w RFI CD Mastering
- Projekt okładki – Brad Klausen